# Renate Schoof
Renate Schoof (* 5. Februar 1950 in Bremen) ist eine deutsche Schriftstellerin.

## Beruflicher Werdegang
In Bremen absolvierte sie nach Abschluss der Schule eine Lehre im Buchhandel. Danach arbeitete sie als Dokumentarin bei der Deutschen Presse Agentur in Hamburg. Ein Lehramtsstudium (Fächer: Deutsch, Kunsterziehung, Philosophie und Religion) in Lüneburg und neun Jahre Tätigkeit als Lehrerin schlossen sich an. Zwei Jahre nach Erscheinen ihres ersten Gedichtbandes ließ sie sich zum Germanistikstudium in Berlin aus dem Schuldienst beurlauben, den sie nach Erscheinen weiterer Bücher ganz verließ. Sie erhielt Literaturpreise, Auszeichnungen und Stipendien, seit 1985 ist sie Mitglied im Verband Deutscher Schriftsteller (VS) in ver.di.
Schoof schreibt Gedichte, Romane, Erzählungen, Sachbücher, Jugend- und Kinderromane sowie Bilderbuchgeschichten. Außerdem veröffentlicht sie in Zeitungen, Zeitschriften, Anthologien und im Rundfunk. Renate Schoof lebt als freie Schriftstellerin in Göttingen.

## Werke (Auswahl)

### Prosa/Lyrik
- Zieh deinen Träumen Regenmäntel an. Gedichte. Brockkamp Verlag, Bremen 1984;
- Verrückte Wolke. Gedichte. Horlemann Verlag, Bad Honnef 2000;
- In ganz naher Ferne. Erzählungen. Athena Verlag, Oberhausen 2003. ISBN 3-89896-165-6
- Seelenvögel. Gedichte. Allitera Verlag, München 2010. ISBN 978-3-86906-084-2
- Blauer Oktober. Roman. VAT Verlag André Thiele, Mainz 2012. ISBN 978-3-940884-76-3
- Immer Meer. Gedichte. Lyrikedition 2000 / Allitera Verlag, München 2016. ISBN 978-3-86906-853-4
- Alle Wünsche werden erfüllt. Roman. Verlag Zeitgeist Print & Online, Höhr-Grenzhausen 2018. ISBN 978-3-943007-17-6
- Kirschen zum Frühstück. Erzählungen. Butzon & Bercker, Kevelaer 2021. ISBN 978-3-7666-2831-2
- Vergissmeinnicht und Gänseblümchen. Erzählungen. Butzon & Bercker, Kevelaer 2022. ISBN 978-3-7666-2941-8
- Auf dem Weg zu mir. Gedichte. Edition Bärenklau. Bärenklau 2022. ISBN 978-3-7562-0349-9
- Wiesenschaumkraut und Zitronenfalter. Erzählungen. Butzon & Bercker, Kevelaer 2024. ISBN 978-3-7666-3672-0
- Großmutters schönstes Weihnachtsgeschenk. Erzählungen. Butzon und Bercker: Kevelaer 2022, 2024. ISBN 978-3-7666-3721-5
- Die Liebe der Anderen. Erzählungen. Bärenklau Exklusiv: Oberkrämer 2025. ISBN 978-3-8190-2184-8

### Kinder- und Jugendbücher
- Der Wunschring. Bilderbuch. Ellermann Verlag, München 1993
- Ohne Rückfahrkarte. Roman. Bitter Verlag, Recklinghausen 1993
- Mit Oma am Meer. Kinderroman. tabu Verlag, München 1995; Neuausgabe: Donat Verlag, Bremen 2005. ISBN 978-3-934836-65-5
- Das Märchen von der einsamen Prinzessin. Bilderbuch. Coppenrath Verlag, Münster 1996
- Klassenfahrt mit Kick. Roman. Altberliner Verlag, Berlin und München 1997; Taschenbuch: Allitera/Die Schatzkiste, München 2009. ISBN 978-3-86906-057-6
- Stau im Wald. Bilderbuch. Altberliner Verlag, Berlin und München 1997
- Sophie findet einen Schatz. Katzengeschichten. Kerle Verlag, Freiburg, Wien, Basel 1999
- Paula und Teddy im Land der Träume. Erzählgeschichten.  Mit Bildern von Uli Waas. Kerle Verlag, Freiburg, Wien, Basel 2002
  - Paulinka i Miś w krainie marzeń. 2002
- Die kleine Hexe Hagetisse. Ravensburger Buchverlag, Ravensburg 2003
- Die vergessliche Hexe Sausebraus. Illustrationen: Wilfried Gebhard. Kerle Verlag, Freiburg, Wien, Basel 2003
  - Roztargniona czarodziejka Zuza. 2004
- W + M = Liebe?. Roman, dtv junior, München 2003; Neuausgabe: Donat Verlag, Bremen 2005. ISBN 3-938275-03-0
- Hexe Zerolina im Zahlenland. Kerle Verlag, Freiburg, Wien, Basel 2005
- Kleine Lesetiger-ABC-Geschichten. Loewe Verlag, Bindlach 2005
- Simones heißer Sommer. Roman. Kerle Verlag, Freiburg, Wien, Basel 2007
- Wiedersehen in Berlin. Roman. Donat Verlag, Bremen 2010. ISBN 978-3-938275-77-1
- Einer gewinnt immer! Fußballgeschichten. Donat Verlag, Bremen 2014. ISBN 978-3-943425-45-1

### Sachbücher
- Geheimnisse des Christentums – Vom verborgenen Wissen alter Bilder. Patmos Verlag, Ostfildern 2014. ISBN 978-3-8436-0545-8 (Print)

### Hörbücher
- Fußballgeschichten. Audio-CD. Schünemann Verlag, Bremen 2008

## Pressestimmen
„Renate Schoof ist eine Frau, die ihr Fantasieleben schön zu entfesseln versteht. Keine billigen Euphorien, dafür viel innere Spannung, auch Gefühle des Unglücklichseins, der Sehnsucht, im Leeren, geradezu im Nichts sich zu verlieren … Aber es gibt hier auch feine Liebesgedichte, voll Emotion, Assoziation, kühn und heftig …“

„Ihre Sprache ist luzide, die Verse einfach, dann wieder so reich an Bildern, dass Kritiker von „surrealistisch-witzigen Methaphernkonstruktionen“ schwärmen. Die Klarheit, die ihre Arbeit kennzeichnet, rührt vielleicht daher, dass Renate Schoof auch Kinderbücher schreibt und oft in Schulen liest.“

„Die Autorin ist durch viele Zustände, Berufe und Welten gegangen. Deshalb sind ihre Verse nicht nur glaubhaft und schlicht und treffsicher, sie überraschen mit Bildern, die nicht schon abgegriffen sind: 'Wer hat die Ziele verteilt/ Und warum kommen wir/ niemals an'.“

„Ihre Gedichte, von denen sie sagt, sie entstünden wie Wolken, leben von der Leichtigkeit, mit der R. Schoof ihnen Duft und Farbe gibt. Der Gefahr des Unverbindlichen, Austauschbaren begegnet die Lyrikerin durch eigenwillig kombinierte Beobachtungen und ungewöhnliche Bilder.“

„Renate Schoof kombiniert journalistische Recherche mit Traumelementen, steht stets auf Augenhöhe mit ihrem Personal … Als Leser/in wird man schnell vertraut mit den Romanfiguren, die Renate Schoof behutsam entwickelt und betreut. Gleichzeitig verliert sie die soziale Einbindung ihrer Figuren nicht aus dem Blick. Temporeich hantiert die Autorin mit ihrem Romanpersonal …“

„Dass ihre Bücher stets Reales und Realität enthalten, wissen die jungen Leser ganz offenkundig zu schätzen.“

## Auszeichnungen
- 1992 Hans-im-Glück-Preis (3. Platz)
- 1993 Arbeitsstipendium des Landes Nordrhein-Westfalen
- 1995 Enztaler Kinder- und Jugendbuchpreis
- 1996 Auswahlliste des Heinrich-Wolgast-Preises
- 2008 Stadtschreiberin in Otterndorf